# Porta Vercellina (romana)
Porta Vercellina (lat. Porta Vercellina) era una delle aperture stradali ricavate nella cinta muraria romana della città di Mediolanum, l'odierna Milano. Fu demolita durante l'assedio di Milano del 1162.

## Storia
Costruita durante il periodo repubblicano dell'epoca romana, era ricavata nella cinta delle mura romane di Milano. Venne fatta presumibilmente erigere, insieme alle mura, da Cesare dopo l'assunzione di Mediolanum al rango di municipium nell'anno 49 a.C., oppure in seguito da Ottaviano.
Fu demolita, insieme alle relative mura e alle altre porte romane, durante l'assedio di Milano del 1162, che fu opera di Federico Barbarossa. Altre importanti azioni di guerra a cui partecipò la porta furono l'assedio di Milano del 268, l'assedio di Milano del 402, l'assedio di Milano del 452 e l'assedio di Milano del 538-539.

## Descrizione
Porta Vercellina era situata dove ora è presente la chiesa di Santa Maria alla Porta, la cui denominazione è legata alla presenza di questa porta. Da Porta Vercellina dipartivano la via delle Gallie, che conduceva verso Augusta Prætoria (Aosta) passando da Novaria (Novara) e che portava poi in Gallia Transalpina, e la via Gallica, arteria stradale che collegava  Mediolanum a Augusta Taurinorum (Torino) passando da Vercellae (Vercelli), da cui il nome della porta. Dall'altro lato della porta, entro le mura cittadine, si trovava il decumano.
Nei pressi di Porta Vercellina, seguendo il decumano, sorgevano il palazzo imperiale romano di Milano, il teatro romano di Milano e il circo romano di Milano, mentre poco oltre ad essa, al di fuori delle mura cittadine, lungo la sopracitata arteria stradale, erano situati il mausoleo imperiale di San Vittore al Corpo e la basilica martyrum (che esiste ancora oggi: ha poi cambiato nome in "basilica di Sant'Ambrogio"). Da Porta Vercellina il decumano di Mediolanum conduceva all'altro lato delle mura cittadine dov'era presente, diametralmente opposta a Porta Vercellina, Porta Romana.
Porta Vercellina era situata a una delle due estremità del decumano, il quale dipartiva dal foro romano di Milano (che era situato all'incrocio tra il cardo e il decumano all'incirca nei pressi dell'attuale piazza San Sepolcro). Porta Vercellina era situata nel luogo dove oggi si trova l'incrocio tra la moderna via Santa Maria alla Porta (toponimo che ricorda l'antica esistenza della porta, e che all'epoca era un tratto del decumano) e l'attuale via Meravigli, all'altezza della via San Giovanni sul Muro, probabilmente nel luogo dove in seguito sorse la chiesa di Santa Maria alla Porta.

## Mappa

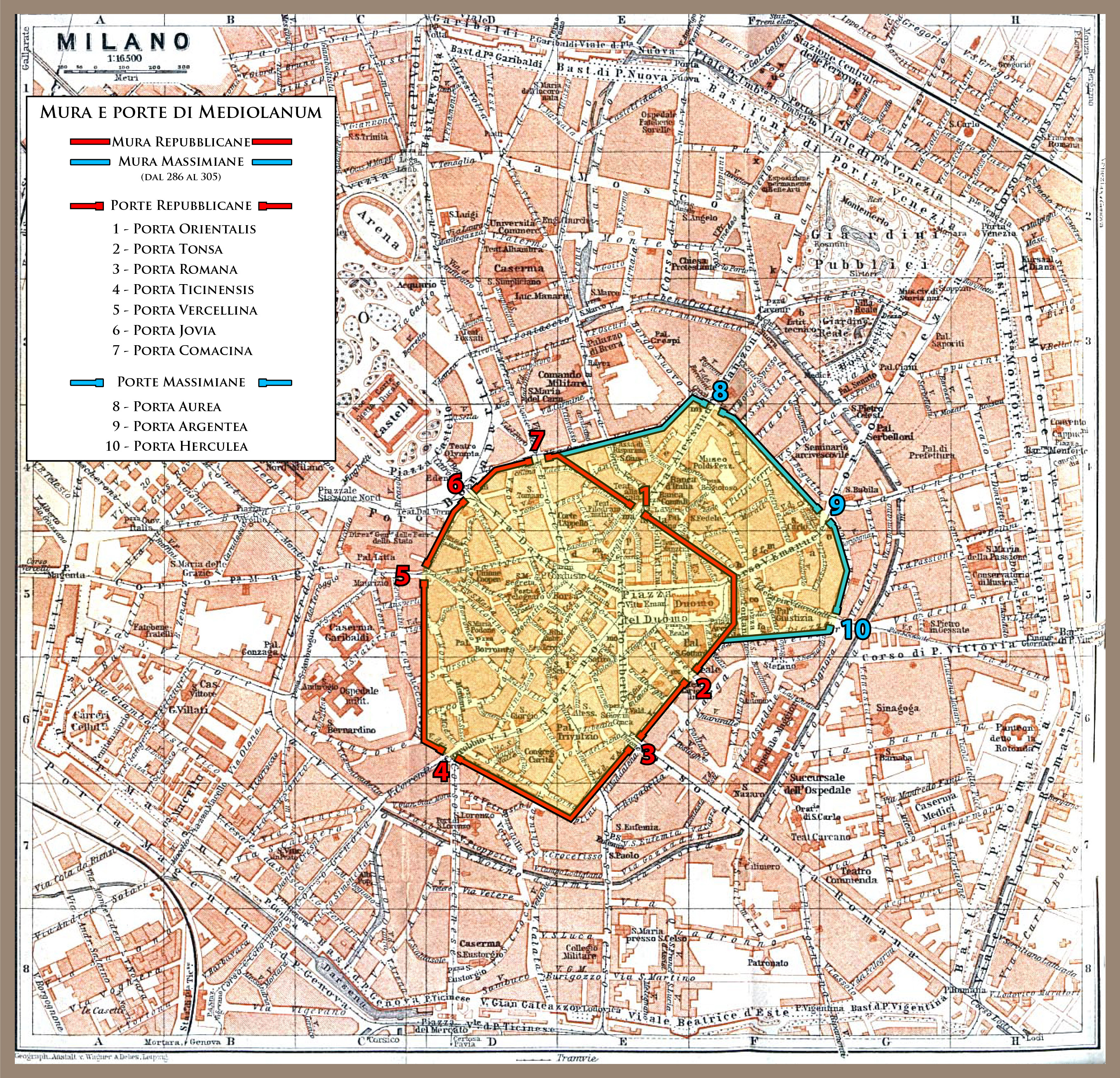
Il tracciato delle mura romane di Milano, con relative porte, riportato su una mappa moderna di Milano. In rosso il tracciato delle mura repubblicane, in azzurro quello della loro estensione realizzata in epoca massimiana